# جي-لوك

جي ــ لوك (G-LOC)، يُنطق «جي لوك» وهو اختصار للقوة جي التي تسبب فقدان الوعي، وهو مصطلح يستخدم عادة في فسيولوجيا الطيران لوصف فقدان الوعي الذي يحدث نتيجة القوة جي المفرطة والدائمة التي تستنزف الدم بعيدًا عن المخ فتُحدث نقص التأكسج الدماغي. وغالبًا ما يتأثر طيارو المقاتلات عالية الأداء والطائرات الاستعراضية أو رواد الفضاء بهذه الحالة ولكن من الممكن أن تحدث في بعض جولات حديقة الملاهي القصوى. وقد تسببت حالات القوة جي في حوادث مميتة في الطائرات عالية الأداء القادرة على الحفاظ على القوة جي لفترات طويلة. وغالبًا ما يتضمن التدريب على القوة جي العالية لطياري الطائرات عالية الأداء أو المركبات الفضائية على ميدان تدريب من أجل جي لوك في أجهزة الطرد المركزي الخاصة، ذات بعض التشكيلات التي تُعرّض الطيارين إلى 9 درجات من القوة جي لفترة طويلة. بعض أجهزة الطرد المركزي هذه صنعتها شركة إيه إم إس تي سيستمتيكنك في أستراليا (Austria Metall SystemTechnik)، ليت كيرو في فرنسا، شركة التكتونيات البيئية (ETC) وشركة وايلي لابوراتوريز في الولايات المتحدة.

## تأثيراتالقوة-جي
تحت تأثير القوة جي المتزايدة، يميل الدم في الجسم إلى التحرك من الرأس متجهًا نحو القدمين. وبالنسبة للكثافة الأعلى أو المدة الأطول، يمكن أن يتضح هذا تدريجيًا في:
- عمى الألوان - فقد القدرة على رؤية الألوان
- الرؤية النفقية - فقد الرؤية المحيطية، والإبقاء فقط على الرؤية المركزية
- التعتيم - فقد كامل للرؤية ولكن مع بقاء الوعي.
- جي لوك - حيث يُفقد الوعي.

(أما تحت تأثير القوة جي السالبة، فسيرتفع ضغط الدم في الرأس، مما يسبب التعرض للحالة الخطيرة التي تعرف باسم احمرار المرئيات، مع وجود ضغط دم أكثر مما ينبغي في الرأس والعينين.)
ويرجع السبب وراء تأثر الرؤية قبل وظائف المخ الأخرى لأن ضغط المقلة داخل العينين يعمل ضد ضغط الدم في الرأس. ويمكن أن يستخدم الطيارون المهرة فقد الرؤية هذا كمؤشر على الوصول لأقصى أداء في الدوران دون أن يفقدوا الوعي. وعادة ما يسترجع المخ حالته الطبيعية بعد زوال القوة جي ولكن قد تكون هناك فترة ارتباك تدوم لعدة ثوانٍ. وقد أُقر بحدوث أحلام وجيزة ولكنها قوية بعد التعرض للقوة جي. وفي حال حدوث حالة جي لوك على علو منخفض، فإن هذه الهفوات القصيرة يمكن أن تؤدي إلى التهلكة وحتى الطيارين ذوي الخبرة العالية يمكن تعرضهم بشكل مباشر لحالة الجي لوك دون إدراك ظهور التحذيرات البصرية التي عادة ما يتم استخدامها كعلامة للتراجع عن اكتساب أي زيادة في القوة جي.
ويكون الجسم البشري متوافقًا مع القوة جي عندما يتعرض لها أفقيًا (في جميع أنحاء الجسم) أكثر من تعرضه لها طوليًا (على طول الجسم). ولكن لسوء الحظ، معظم القوة جي التي يتعرض لها الطيارون تحدث بصورة طولية. وقد أدى ذلك إلى تجربة تصماميم الطائرات ذات وضع الرقود للطيار يكون فيها وجه الطيار لأسفل (بنجاح أكثر) أو أوضاع الاتكاء لرواد الفضاء.
وهناك تأثير فسيولوجي آخر يمكن أن يحدث نتيجة المستويات العالية للقوة جي وهو الحالة المؤقتة التي يسميها الطيارون «حصباء القوة جي»، حيث يصبح الجلد حول الأرداف أو الأطراف الأخرى مرقشًا نظرًا لتكسر الشعيرات الدموية جراء الضغط الزائد.

## المستويات الدنيا
المستويات الدنيا للقوة جي هي تلك التي تحدث فيها هذه الآثار وفقًا للتدريب، والسن، ولياقة الفرد البدنية. ويمكن أن يتعرض الفرد غير المدرب وغير المعتاد على مناورات القوة جي لفقد الرؤية ما بين 4 و6 جي، خاصةً إذا تم سحبها فجأة. ويمكن للفرد المدرب، اللائق بدنيًا والذي يرتدي رداء جي ويمارس المناورة المجهدة، مع بعض الصعوبة، أن يتحمل ما يصل إلى 9جي بدون فقدان الوعي. ولم تثبت تصاميم وضعية الرقود في الطائرات نجاحها وتمت معالجة المشكلة إلى حد كبير من خلال تطوير الرداء جي.

## وصلات خارجية
- G-LOC, Could It Happen To You?